# 광산 김씨
광산 김씨(光山金氏)는 광주광역시 및 전라남도 담양군 대전면을 관향으로 하는 한국의 성이다.

## 시조
시조 김흥광(金興光)은 남북국 시대 신라 말기 나라가 어지러워 장차 국난이 일어날 것을 알고 무진주 추성군 서일동(현 전라남도 담양군 대전면 평장리)에 은거하였다고 한다. 일설에 시조 김흥광은 《동국만성보》 및 《조선씨족통보》에는 신라 49대 헌강왕의 왕자로 기록되어 있다. 그러나 《광산김씨 정유대동보》, 《신라김씨선원보》, 《계림대보》, 《경주김씨보》 등에는 신라 45대 신무왕 셋째 아들로 기록되어 있다.
위 일설에 대해 현존하고 있는 광산김씨 최고의 족보인 정묘대보(1747년 간) 시조 김흥광 란에는 다음과 같이 기록하고 있다.
구보의 제본에 이르기를 혹 헌강왕의 제3자라 하고 송사회강 및 최치원의 납정절표에는 헌강왕은 일자가 있으니 요라 하였고 경주김씨 보에 의하면 신무왕자라고 하나 무슨 근거로 말하는 것인지 알 수 없어 신라왕자로 하고 유허비를 세운다(舊譜諸本云 或云憲康王第三子而宋史會綱崔致遠納旌節表云憲康有一子嶢慶州金譜云神武王子未知何據今依諸本書以新羅王子○遺墟立碑)

김길(金吉)이 고려의 개국공신이 되어 삼중대광(三重大匡)에 오르자 김길의 조부인 김흥광은 광산부원군(光山府院君)에 봉해졌다고 한다. 이후 조부의 작호(爵號)이자 세거지(世居地)인 광주 광산(光山)을 본관(本貫)으로 삼아 세계(世系)를 이어 왔으며, 후손들 중 평장사(平章事:정2품)가 8명이나 배출되자 사람들이 서일동(현 전라남도 담양군 대전면)을 평장동(平章洞)이라고 불렀다고 한다. 그 명칭은 지금까지도 남아 평장리(平章里)로 불리고 있다.

## 역사
광산 김씨는 조선시대 문과 급제자 263명(문과 갑과 장원급제자 12명), 정승 5명, 대제학 7명, 청백리 4명, 왕비 1명을 배출했다.

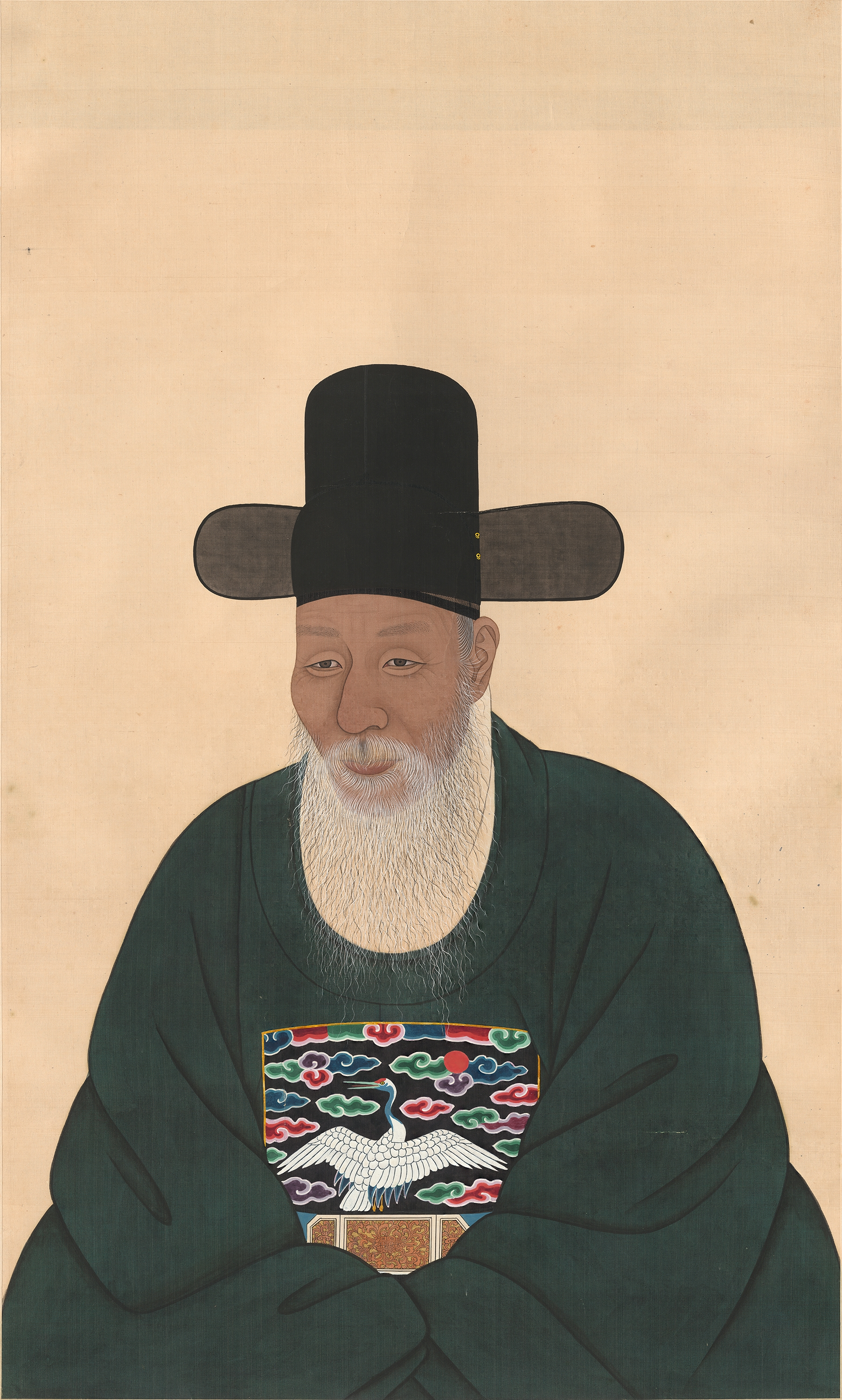
김장생(金長生)

양간공파 대사간 김극뉴(金克忸)의 현손인 김장생(金長生)이 문묘에 종사되었고, 그의 아들 김집(金集)은 문묘와 종묘에 배향되었다. 김장생 후손 중에 대제학이 7명이나 배출되었다. 김장생의 증손자인 김만기(金萬基)와 김만중(金萬重) 형제가 대제학에 올랐다. 김만기의 아들 김진규(金鎭圭)도 예조판서와 대제학을 지냈고, 그의 아들 김양택(金陽澤)도 대제학과 영의정을 지냈다.

## 분파
광산 김씨는 크게 '문정공파', '문숙공파', '양간공파', '낭장공파', '사온서직장공파' 5파로 분류한다. 양간공파 후손들이 70%로 제일 많고 현달한 인물을 많이 배출하였다.
- 문정공파(文正公派) - 15세 김태현(金台鉉)
- 문숙공파(文肅公派) - 14세 김주정(金周鼎)
- 양간공파(良簡公派) - 14세 김연(金璉)
- 낭장공파(郎將公派) - 14세 김규(金珪)
- 사온직장공파(司醞直長公派) - 16세 김영(金英)

## 집성촌
- 광주광역시
- 전라남도 담양군 대전면 봉산면
- 전라남도 나주시
- 전라남도 장성군
- 전라남도 장흥군
- 전라남도 영광군
- 전라남도 화순군
- 전라남도 보성군
- 전라남도 영암군
- 전라남도 진도군
- 전북특별자치도 군산시
- 전북특별자치도 고창군
- 전북특별자치도 정읍시
- 전북특별자치도 순창군
- 전북특별자치도 무주군
- 전북특별자치도 남원시
- 충청북도 충주시
- 충청북도 제천시
- 충청남도 부여군
- 충청남도 논산시
- 충청남도 서산시
- 충청남도 홍성군
- 강원특별자치도 춘천시
- 경기도 포천시
- 경기도 양주시 주내면
- 강원특별자치도 춘천시
- 평안북도 정주시
- 황해도 봉산군
- 경상북도 안동시
- 제주특별자치도 서귀포시
- 경기도 양평군
- 경상남도 밀양시 상남면 세천리

## 항렬자
- 대동항렬

| 28세   | 29세   | 30세   | 31세     | 32세   | 33세     | 34세   | 35세     | 36세   | 37세     | 38세   | 39세     | 40세   | 41세     | 42세   | 43세     | 44세   | 45세     | 46세   | 47세     | 48세   | 49세     | 50세   | 51세     | 52세   | 53세     | 54세   | 55세     | 56세   | 57세     | 58세   |
| ------ | ------ | ------ | -------- | ------ | -------- | ------ | -------- | ------ | -------- | ------ | -------- | ------ | -------- | ------ | -------- | ------ | -------- | ------ | -------- | ------ | -------- | ------ | -------- | ------ | -------- | ------ | -------- | ------ | -------- | ------ |
| 익(益) | 만(萬) | 진(鎭) | 口택(澤) | 상(相) | 口기(箕) | 재(在) | 口현(鉉) | 영(永) | 口수(洙) | 용(容) | 口중(中) | 선(善) | 口순(淳) | 동(東) | 口환(煥) | 규(奎) | 口용(鏞) | 연(淵) | 口식(植) | 형(炯) | 口곤(坤) | 수(銖) | 口홍(洪) | 종(種) | 口헌(憲) | 중(重) | 口흠(欽) | 태(泰) | 口걸(杰) | 병(炳) |

## 조선 왕실과의 인척관계
- 숙종비 인경왕후
- 헌종 후궁 경빈 김씨
- 고종 후궁 정화당 김씨
- 익안대군(태조의 삼남) 사위 첨총제 김한
- 양녕대군(태종의 장남) 정비 수성부부인 광산김씨(폐빈)
- 양원군(성종의 서자) 사위 김복휘
- 청연공주(사도세자의 장녀) 부마 김기성
- 인천옹주(정종의 서녀) 사위 김기
- 혜순옹주(중종의 서녀) 부마 김인경

## 같이 보기
- 김장생
- 김집 (1574년)
- 인경왕후
- 김만중
- 김익훈